# W Dołach
W Dołach – część wsi Jędrzejów w Polsce, położona w województwie świętokrzyskim, w powiecie ostrowieckim, w gminie Bodzechów.
W latach 1975–1998 W Dołach administracyjnie należało do województwa kieleckiego.